# Mabel Velarde
Mabel Velarde Coba (Quito, 4 de diciembre de 1988) es una futbolista profesional ecuatoriana que juega en la posición de mediocampista. Formó parte de la selección ecuatoriana para la Copa Mundial Femenina de la FIFA 2015.